# San Siro (quận)
San Siro là một quận lớn của Milano với 7 khu, nằm về phía tây bắc 5 km so với Duomo.
Quận này có ranh giới về phía bắc là Lampugnano và QT8, ở phía đông là Fiera, giáp với Trenno phía tây, và phía nam được bao quanh bởi các đường phố Novara và Rembrandt.
San Siro cho đến khi một thế kỷ trước là một làng nông nghiệp nhỏ trên bờ sông Olona có trung tâm nằm kề bên quảng trường Lot ngày hôm nay và không có gì còn lại của dấu vết của nó.
Khu vực đô thị là rất không đồng đều: khu vực rộng lớn màu xanh lá cây xen kẽ với các công trình, các loại đường giao thông, bậc thang chung cư cao tầng. Hầu hết các tòa nhà có niên đại vào cuối nửa thế kỷ trước.
Tại San Siro Sân vận động là "Sân vận động Giuseppe Meazza" đa năng và sân của các câu lạc bộ AC Milan và FC Internazionale. Cho đến năm 1985 tại đây cũng có sân vận động trong nhà.